# Hades (Film)
Hades ist ein deutsches Filmdrama von Herbert Achternbusch aus dem Jahr 1995.

## Handlung
Der Münchner Bestattungsunternehmer Hades versucht, auch die ausgefallensten Wünsche seiner Kunden zu erfüllen. In Rückblenden mit Originalaufnahmen des Warschauer Ghettos wird das Überleben des jüdischen Kinds Ismael dargestellt, der als Otto den Holocaust überlebte und Sargfabrikant wurde. Den Rahmen für den Film bilden Erzählungen, die Hades, nachdem er von einem Stein getroffen wurde, gegenüber einem Polizisten abgibt.

## Auszeichnungen
Hades wurde für den Berliner Bär (B.Z.-Kulturpreis) vorgeschlagen.